# World Wind Energy Association
Die World Wind Energy Association (WWEA) ist ein internationaler Dachverband zur Förderung der Windenergie. Die WWEA wurde 2001 gegründet und hat ihren Sitz in Bonn. Im August 2014 hatte die WWEA 600 direkte Mitgliedsorganisationen aus insgesamt 104 Staaten, darunter Windenergieverbände auf nationaler Ebene, wissenschaftliche Forschungseinrichtungen und Unternehmen aus der Windenergiebranche.
2007 akkreditierte der Wirtschafts- und Sozialrat der Vereinten Nationen die WWEA als Nichtregierungsorganisation mit Special Consultative Status. Damit erlangte die WWEA das Recht zur Teilnahme an von der UNO organisierten internationalen Konferenzen mit Bezug zu erneuerbaren Energien und kann die Anhörung bei der Entwicklung von Richtlinien verlangen.

## Konferenzen und Veröffentlichungen
Die WWEA hält eine jährliche wissenschaftliche Konferenz mit Begleitmesse ab, die World Wind Energy Conference (WWEC). Proceedings werden von der WWEA veröffentlicht.
- WWEC 2014 fand vom 7.–9. April 2014 in Shanghai mit dem Leitthema „Distributed Generation: Matching supply and demand“ statt.
- WWEC 2013 fand vom 3.–5. Juni 2013 in Havanna, Kuba mit dem Leitthema „Opening Doors to Caribbean Winds“ statt.
- WWEC 2012 fand vom 3.–5. Juli 2012 in Bonn mit dem Leitthema „Community Power - Citizens' Power“ statt.
- WWEC 2011 fand vom 31. Oktober bis 2. November 2011 in Kairo mit dem Leitthema „Greening Energy: Converting Deserts into Powerhouses“ statt.
- WWEC 2010 fand in Istanbul statt.
- WWEC 2009 fand auf der südkoreanischen Insel Jeju-do statt.
- WWEC 2008 war die 7. Konferenz, fand in Kingston im kanadischen Ontario statt.
- WWEC 2007 war die 6. Konferenz, fand in Argentinien statt, und hatte 600 Teilnehmer.
- WWEC 2006 war die 5. Konferenz, fand in New Delhi statt.
- WWEC 2005 war die 4. Konferenz, fand in Melbourne statt.
- WWEC 2004 war die 3. Konferenz, fand in Peking statt, und war mit mehr als 2.000 Teilnehmern die bisher größte Windkraftkonferenz außerhalb von Europa und Nordamerika.
- WWEC 2003 war die 2. Konferenz, fand in Kapstadt statt.
- WWEC 2002 war die 1. Konferenz, fand in Berlin statt.

Die WWEA gibt seit 2005 die zweijährlich erscheinende Veröffentlichungsreihe Wind energy international heraus.